# Корлат
Корлат (хорв. Korlat) — населений пункт у Хорватії, у Задарській жупанії у складі міста Бенковаць.

## Населення
Населення за даними перепису 2011 року становило 353 осіб.
Динаміка чисельності населення поселення:

## Клімат
Середня річна температура становить 13,58 °C, середня максимальна – 27,74 °C, а середня мінімальна – 0,48 °C. Середня річна кількість опадів – 924 мм.
| Клімат поселення                              | Клімат поселення | Клімат поселення | Клімат поселення | Клімат поселення | Клімат поселення | Клімат поселення | Клімат поселення | Клімат поселення | Клімат поселення | Клімат поселення | Клімат поселення | Клімат поселення | Клімат поселення |
| Показник                                      | Січ.             | Лют.             | Бер.             | Квіт.            | Трав.            | Черв.            | Лип.             | Серп.            | Вер.             | Жовт.            | Лист.            | Груд.            |                  |
| Середній максимум, °C                         | 9,60             | 10,14            | 12,86            | 16,16            | 21,17            | 25,04            | 27,74            | 27,41            | 23,07            | 18,66            | 13,26            | 10,54            |                  |
| Середня температура, °C                       | 5,05             | 5,56             | 8,30             | 11,58            | 16,60            | 20,48            | 23,53            | 23,20            | 18,86            | 14,45            | 9,04             | 6,34             |                  |
| Середній мінімум, °C                          | 0,48             | 0,98             | 3,76             | 7,02             | 12,05            | 15,91            | 19,32            | 18,97            | 14,65            | 10,24            | 4,83             | 2,12             |                  |
| Норма опадів, мм                              | 76               | 69               | 73               | 77               | 69               | 62               | 37               | 53               | 96               | 105              | 112              | 95               |                  |
| Середньомісячна швидкість вітру, м/с          | 2.83             | 2.96             | 3.10             | 2.97             | 2.61             | 2.39             | 2.39             | 2.30             | 2.52             | 2.67             | 3.17             | 3.12             |                  |
| Середньомісячна сонячна радіація, кДж/м²·день | 5065             | 7774             | 11351            | 16121            | 20146            | 22392            | 24107            | 21111            | 15545            | 9882             | 5448             | 4331             |                  |
| --------------------------------------------- | ---------------- | ---------------- | ---------------- | ---------------- | ---------------- | ---------------- | ---------------- | ---------------- | ---------------- | ---------------- | ---------------- | ---------------- | ---------------- |
| Джерело:                                      |                  |                  |                  |                  |                  |                  |                  |                  |                  |                  |                  |                  |                  |